# Kånkelmania
Kånkelmania är ett hyllningsalbum från 1992, där olika grupper och artister, främst inom punken, tolkar melodier ur Onkel Kånkel and his kånkelbärs repertoar.

## Låtlista
1. Stig Vig & De 40 Röjarna - CP turk
2. Cry - Börja knarka, börja böga
3. Njurmännen - Nazzepenis i Führerns anus
4. The Sun - Fem gned pung
5. White Stains - Könssjukdomar hos homosexuella
6. Charta 77 - Åka femtiotalsbil
7. Union Carbide Productions - 1 kromosom för mycket
8. Dom Dummaste - Du är ett ägg
9. Doll Squad - Ifö
10. Zonk - Fars avföring
11. New Clear Family - Shit on the Pitt
12. Landbeark - Helan & Halvan
13. 1/2 Kokt i Folie - Kånkelmania 3

Längd 42:13
Konk 004